# Elise Burgin
Elise Burgin  (Baltimore, Maryland, 5 de marzo de 1962) es una tenista profesional estadounidense retirada de la actividad. En sencillos su ranking más alto fue la posición No. 22  en diciembre de 1985 y en dobles fue No. 7 en abril de 1987.

## Carrera
Antes de jugar profesionalmente, Burgin fue una destacada jugadora de dobles y sencillos en la Universidad de Stanford, donde se graduó. Se asoció con Linda Gates en 1984 para ganar el campeonato de dobles de la NCAA. Compitió profesionalmente desde 1980 hasta 1993.
En 1982 llegó a la cuarta ronda del Abierto de Australia (donde fue derrotada por Bonnie Gadusek), su mejor actuación en individuales en un torneo de Grand Slam. En 1986 ganó su único título de sencillos en Charleston, Carolina del Sur. Burgin fue miembro del equipo de la Fed Cup de los Estados Unidos en 1985 y 1987. En 1986, Burgin fue capitana del equipo de la Copa Wightman de los Estados Unidos.
Durante su carrera, ganó 11 torneos WTA, incluyendo 10 en dobles. Después de retirarse en 1993, Burgin se convirtió en comentarista de tenis.

## Finales de WTA

### Sencillos 8 (5–3)
| Leyenda     |   |
| Grand Slam  | 0 |
| Torneos WTA | 0 |
| Tier I      | 0 |
| Tier II     | 0 |
| Tier III    | 0 |
| Tier IV & V | 0 |

| Resultado | No. | Fecha | Torneo           | Superficie | Oponente            | Marcador      |
| Finalista | 1.  | 1985  | Indianápolis     | Dura       | Kathleen Horvath    | 2–6, 4–6      |
| Finalista | 2.  | 1985  | Houston          | Arcilla    | Martina Navratilova | 4–6, 1–6      |
| Ganadora  | 3.  | 1986  | Carolina del Sur | Arcilla    | Tine Scheuer-Larsen | 6–1, 6–3      |
| Finalista | 4.  | 1989  | Phoenix          | Dura       | Conchita Martínez   | 6–3, 4–6, 2–6 |